# ماجونغ سول
ماجونغ سول (بالصينية: 雀魂麻将، بالبينين:Què Hún Májiàng) (باليابانية: 雀魂، بالروماجي: Jantama) (بالعربية: روح الماجونغ)، هي لعبة متصفح أونلاين مجانية-اللعب تحاكي لعبة الماجونغ ريتشي اليابانية من تطوير ستوديو كات-فود ويوستار، تم اطلاقها في يونيو من عام 2018 في الصين ثم في أبريل 2019 في اليابان وباقي العالم، كما صدرت على منصتي الأندرويد وآي أو اس.
تم انتاج أنمي تلفزيوني مقتبس عن اللعبة في استوديو سكوتر-فيلمز بعنوان ماجونغ سول بونغ (Jantama ☆Pong، じゃんたま ☆PONG) عرض بين أبريل ويونيو سنة 2022 ضمن مجموعة برامج سوبر أنيمزم.

## وصف اللعبة
توفر اللعبة منصة أونلاين بين لاعبين من انحاء العالم للعب الماجونغ اليابانية بمختلف الأطوار (أربعة لاعبين، ثلاثة لاعبين، ألعاب بقواعد خاصة، بطولات، وغرف لعب بين الاصدقاء او اللعب مع ذكاء اصطناعي).
تجري اللعبة في بيئة رسومية بين شخصيات بطابع الأنمي مدعومة بتعليق صوتي لكل شخصية باللغة اليابانية، يختار اللاعب احدى الشخصيات كواجهة له أثناء اللعب، توفر اللعبة شخصيتين مجانًا وهما (الشخصية الرمزية الأساسية للعبة إيشي-هيمي، وشخصية ميكي نيكايدو) بالإضافة إلى عدد كبير من شخصيات الأنمي الفعلية او الشخصيات الأصلية المتاحة عن طريق الشراء أو قسائم الهدايا في اللعبة.

## الشخصيات الأساسية في اللعبة
إيتشي-هيمي (Ichi-hime، 一姫)
أداء صوتي: مايا أوتشيدا
الشخصية الأولى والرمزية للعبة، تتمثل بفتاة قطة ترتدي زي كاهنة معبد.
نيكايدو ميكي (Nikaidou miki، 二階堂美樹)
أداء صوتي: تشيوا سايتو
شخصية ثانية متوفرة مجانًا عند بداية اللعب، الشخصية مقتبسة عن لاعبتي الماجونغ المحترفتين الأختين نيكايدو [اليابانية] "يومي نيكايدو" و"أكي نيكايدو"، اسم الشخصية الأول يمثل المقطع الثاني من الأسماء الأولى للشقيقتين.
وانجيرو (Wanjirō، ワン次郎)
أداء صوتي: يوكي أونو
كاغويا هيمي (Kaguya-hime، かぐや姫)
أداء صوتي: ماريا إيسي
أكيتومو هيديكي (Hideki Akitomo، 明智英樹)
أداء صوتي: شينوسكي تاتشيبانا
يوي ياغي (Yagi Yui، 八木唯)
أداء صوتي: أمي كوشيميزو
أوسامو سايتو (Osamu Saitō، 斎藤治)
أداء صوتي: هيروكي ياسوموتو

## وسائط متعددة

### اللعبة
في البدء تم إطلاق لعبة ماجونغ-سول في الصين عام 2018 على خادم صيني (CN server)، ثم في أبريل من العام التالي تم فتح اللعبة للاعبي العالم على خادم أنجليزي (EN server)، ثم في الصيف تم إطلاق خادم ياباني (JP server) للاعبين اليابانيين.

### أنمي
في 9 يناير 2022، تم الإعلان عن انتاج مسلسل أنمي تلفزيوني للعبة في حدث حي لبطولة "كأس نيجيسانجي ماجونغ"، المسلسل من تنفيذ ستوديو سكوتر-فيلمز من كتابة واخراج "كينشيرو موري"، و"موتوكي ناكانيشي" كمخرج مساعد، و"سوشي كينوتاني" في تصميم الشخصيات، تولى ألحان الموسيقى "شينتارو موري" والاخراج الصوتي "تاكاتوشي هامانو".
بدأ عرض الأنمي في 2 أبريل وانتهى في 18 يونيو من عام 2022 ضمن فقرة أنميزم، كما تم ترخيص السلسلة من قبل كرانشيرول.

## طالع أيضًا
- ماجونغ الياباني
- ما جونغ
- لعبة متصفح
- قائمة الألعاب اليابانية
- أكاغي
- ساكي (مانغا)

## روابط خارجية
- الموقع الرسمي للعبة (بالصينية)
- الموقع الرسمي للعبة (باليابانية)
- الموقع الرسمي للعبة (بالإنكليزية)
- الموقع الرسمي للأنمي (باليابانية)
- ماجونغ سول بونغ (انمي) في شبكة أخبار الأنمي